# حسين بن عجيان العروي
العروي حسين بن عجيان، شاعر سعودي، ولد في المدينة المنورة، وله عدة دواوين شعرية.

## التعليم والعمل
تلقى تعليمه في المدينة المنورة، فدرس المرحلة الابتدائية في مدرسة محمد إقبال، والمتوسطة في مدرسة الإمام علي بن أبي طالب، وتخرج من الثانوية عام 1404هـ، وكان ضمن الطلاب الأوائل على مستوى المملكة العربية السعودية.
التحق بالتعليم الجامعي، فدرس في كلية التربية التابعة لفرع جامعة الملك عبدالعزيز في المدينة المنورة (جامعة طيبة حاليًا)، وتخرج فيها عام 1407هـ/1987م متخصصًا في الآداب والتربية.
عمل معلمًا في مدرسة خالد بن الوليد الثانوية بالمدينة المنورة، عمل مشرفًا تربويًا في الإدارة العامة للتربية والتعليم بمنطقة المدينة المنورة.

## شعره
حصل العروي على جوائز مقابل تميزه في الشعر منذ وقت مبكر، ففاز مرتين بجائزة الشعر الأولى على مستوى جامعته، كما فاز بجائزة الشعر في الوطن العربي والتي نظمت في الإسكندرية عام 1409هـ، وعُرف العروي في مجال الشعر بعد أن أصدر ديوانه الأول.
يتميز شعر العروي بأنه يجمع بين صفات الشعر المحافظ والشعر الحديث، ويتمرد على الشعر في صوره وأخيلته، وفي تجاوز اللغة المألوفة إلى لغة متفردة ذات صبغة فنية مثيرة. ويتوق من خلال شعره إلى التجديدوالابتكار بدءًا من عناوين الدواوين والقصائد. كما أن العروي مهتم باللغة حد الإدهاش وكذلك التشكيل الجمالي. 

## مؤلفاته

### الدواوين
- لم السفر؟
- ونبوءة الخيول.
- بشائر المطر.
- قصائدي انتظار ما لا ينتظر.
- أللبيد ما للورد؟
- هل تضر الدجى!!
- متى يضمحل البحر في شقرة الفلا.
- المدينة المنورة.

### الكتب
- تحقيق كتاب/ رياضة الأبي في قصيدة الخزرجي، وهو كتاب تفصيلي في العروض لأبي القاسم محمد بن أحمد الشريف الغرناطي، نشره نادي أدبي المدينة المنورة، عام 1420هـ.[3]